# Ibn Tibbon
Ibn Tibbon (auch Tibboniden genannt) ist eine jüdische, in Spanien und in Okzitanien lebende Familie, der im Hochmittelalter mehrere Autoren und Übersetzer aus dem Arabischen ins Hebräische angehörten:
- Jehuda ibn Tibbon (1120–1190), Übersetzer (Beiname Vater der Übersetzer), Stammvater der Familie Ibn Tibbon
- Samuel ibn Tibbon (1160–1230), Autor und Übersetzer, Sohn von Jehuda ibn Tibbon
- Moses ibn Tibbon (~1200–~1283), Übersetzer, Sohn von Samuel ibn Tibbon
- Jakob ibn Tibbon (1236–1307), Autor, Übersetzer und Astronom, Enkel von Samuel ibn Tibbon